# Homestead Records
Homestead Records war ein US-amerikanisches Plattenlabel in New York City gegründet., das von 1983 bis 1996 existierte.

## Geschichte
Das Label wurde in New York City gegründet. Es war ein Unterlabel von Dutch East India Trading, das als Vertrieb für experimentelle Musik agierte und verschiedene eigene Label hervorbrachte. Homestead Records hatte über die Jahre fünf Manager, zu denen auch Gerard Cosloy gehörte, der 1990 zusammen mit Chris Lombardi von Dutch East India Trading das Label Matador Records gründete. Der letzte Manager Steven Joerg erweiterte den Katalog des Labels um Jazz-Künstler. Im Jahr 1996 wurde Homestead Records aufgegeben. Steven Joerg gründete anschließend das kleine Jazz-Label AUM Fidelity.

## Schwerpunkte
Das Homestead-Label legte einen Schwerpunkt auf Rockmusik US-amerikanischer Bands, die gitarrenorientiert und stark vom Punk beeinflusst war. Einige auf dem Label vertretene Bands gelten als wichtige Einflüsse für Grunge und Noise-Rock. Zu den wichtigsten Veröffentlichungen gehörten Alben von Dinosaur Jr., Big Black, Phantom Tollbooth, GG Allin, Happy Flowers, Squirrel Bait, Bastro, Green River und Sebadoh. Der Katalog des Labels umfasste aber auch Veröffentlichungen von Rhys Chatham, Nick Cave & The Bad Seeds, Einstürzende Neubauten, The Chills oder Tall Dwarfs.